# Nuporanga
Nuporanga este un oraș în São Paulo (SP), Brazilia.